# Larbi Benboudaoud
Larbi Benboudaoud (Dugny, 5 marzo 1974) è un judoka francese, originario della Cabilia (Algeria).

## Biografia
Benboudaoud ha iniziato presto la sua attività di judoka, per emulare i fratelli maggiori che praticavano questo sport, entrando a 10 anni nell'US Dugny.
Nel 1996 viene selezionato per la nazionale francese ai giochi olimpici di Atlanta, ma i primi successi internazionali arrivano nel 1998 e 1999 quando per due anni consecutivi vince il titolo europeo della sua categoria (sotto i 66 kg). Il 1999 sarà poi coronato dalla conquista del titolo mondiale a Birmingham.
Ai giochi olimpici di Sydney 2000 deve però accontentarsi della medaglia d'argento, e lo stesso avverrà ai campionati mondiali del 2003 a Osaka.
Sconfitto nelle fasi preliminari alle olimpiadi di Atene del 2004, nell'ottobre dello stesso anno decideva di ritirarsi, dalla squadra nazionale.

## Le sue vittorie
- 1998 e 1999: Campione Europeo
- 1999: Campione del mondo categoria sotto i 66 kg
- 2000: Medaglia d'argento alle Olimpiadi di Sydney
- 2000: Medaglia d'argento ai Campionati europei di Breslavia
- 2003: Medaglia d'argento al campionato mondiale di Osaka
- 2003: vincitore del Torneo di Parigi; "Kimono d'oro" della federazione francese di Judo